# IPad 2

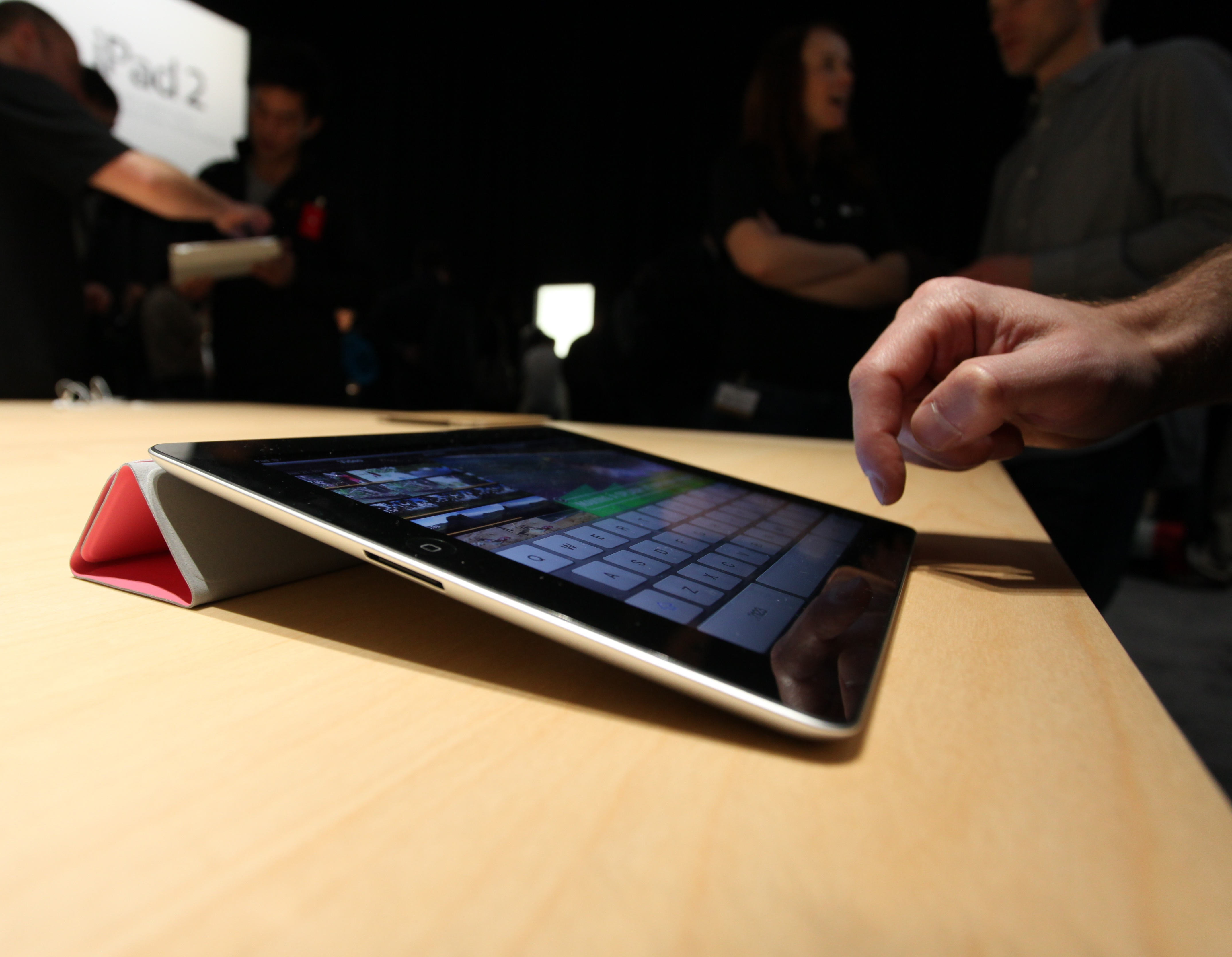
L'iPad 2 amb el seu accessori Smart Cover.

L'iPad 2 és la segona generació de l'iPad: una tauleta tàctic dissenyada, desenvolupada i comercialitzada per Apple Inc. Es definira com un reproductor audiovisual capaç de mostrar llibres, diaris, pel·lícules, galeries musicals, jugar a jocs i navegar per internet. Disponible en blanc o negre, l'empresa Foxconn s'encarrega tant de la producció de peces com de la bateria (de 10 hores d’autonomia), el nou processador de dos nuclis A5 i les càmeres que incorpora el dispositiu. Apple va presentar-lo el 2 de març de 2011 i començà a comercialitzar-lo el 25 del mateix mes.